# فریج محمد بن جاسم
فریج محمد بن جاسم یک منطقهٔ مسکونی در قطر است که در شهرداری دوحه واقع شده‌است. فریج محمد بن جاسم ۰٫۱۳ کیلومتر مربع مساحت و ۴٬۸۸۶ نفر جمعیت دارد.